# Shenandoahfloden
Shenandoahfloden er en af Potomacflodens bifloder. Den ligger i det østlige USA i staterne Virginia og West Virginia. Floden løber gennem Shenandoah Dalen, og dannes ved sammenløbet af to mindre floder, South Fork of the Shenandoah River og North Fork of the Shenandoah River, i daglig tale bare South Fork og North Fork) ved byen Front Royal i Virginia. Floden er ca. 240 km lang. Dens navn kommer af et indiansk udtryk, der betyder "Stjernernes Datter".
Fra Front Royal løber floden mod nordøst ind i West Virginia, og ved Harpers Ferry løber floden ind i Potomac-floden. Shenandoah og dens to kilde floder afvander den vestlige side af Blue Ridge Mountains.
South Fork, der er den længste af de to floder, der danner Shenandoahfloden, løber fra Port Republic i Virginia, hvor den igen dannes ved sammenløb af de to floder North River og South River, der har deres udspring i nærheden af byen Staunton i Virginia. Floden løber mellem Blue Ridge Mountains i øst og Massanutten Mountains i vest.
North Fork har sit udspring i den østlige del af Shenandoah Mountains, og løber i begyndelsen mod sydøst ned fra bjergene, men drejer derefter mod nordøst langs den vestlige side af Massanutten Mountains, indtil den støder til South Fork ved Front Royal.